# Losgna bambusicola
Losgna bambusicola là một loài tò vò trong họ Ichneumonidae.